# Bokelji
Bokelji su stanovnici područja Boke u Crnoj Gori. Od dolaska Slavena na Jadran i njihova pokrštavanja do izgradnje modernih nacionalnih identiteta u 19. stoljeća Bokelji su pripadnici hrvatskoga genusa, katoličke su vjere i hrvatskoga jezika, odnosno do 1918. godine Hrvati. To se, između ostaloga očituje stvaranjem strukovnih udruga poput Bokeljska mornarica iz 809. godine, čiji je statut napisan 1463. godine, i današnje baštinice Hrvatske bratovštine Bokeljska mornarica 809., koje su nesumnjivo hrvatske. Nakon 1918. i ulaska Boke u sastav Kraljevine Jugoslavije, jača proces odhrvaćivanja ovoga područja. Dalji procesi nastupaju priključenjem Boke Crnoj Gori 1945. godine, kad su ustanovljene savezne jedinice nove Jugoslavije (za vrijeme rata govorilo se o Crnoj Gori i Boki kotorskoj, odnosno o Crnogorcima i Bokeljima), te je popis iz 1948. godine karakteriziran velikim pritiskom na pučanstvo da se očituju kao Crnogorci. Bokeljski Hrvati su početkom 21. stoljeća manjina, popis iz 2011. godine navod za Kotor 1.553 Hrvata od ukupno 22.601 stanovnika, što je manje od 7 %.

## Povijest
Bokelji su u 18. stoljeću imali više od 300 brodova i bijahu rival Dubrovniku i Veneciji. Jedan od poznatijih Bokelja bio je Matej Zmajević ili Matija Zmajević (1680. – 1735.), admiral baltičke mornarice i brodograditelj koji je ruskom caru Petru I. Velikom izgradio flotu u Voronježu. Ovaj čovjek imao je velikih uspjeha u pomorskim bitkama protiv Šveđana, pa je iz toga razloga uz velike vojne počasti (odlikovan redom Aleksandar Nevski), sahranjen u katoličkoj crkvi u Moskvi. Petar I. Veliki čini još jednu čast, i šalje svoje mlađe časnike u Perast u Boku na studiranje pomorskih znanosti.
Od ostalih poznatih Bokelja, tu su još Tripun Kotoranin, kotorski zlatar, koji je radio 1476. na dvoru Ivana Groznog u Moskvi; Krsto Čorko, koji je u 2. polovici 17. stoljeća postao španjolski markiz i guverner Baleara, inače je bio pomorski kapetan; kapetan Petar Želalić (Zhelalich), koji je postao član reda Malteških vitezova, a sa svojim malenim šambekom (tipom broda berberskih gusara), kojim je 19. rujna 1760. potukao turski brod naoružan s 82 topa; Antun Luković, glavni inženjer na projektu gradnje Sueskog kanala (1859. – 1869.); Ivan Visin (1806. – 1868.), pomorski kapetan i istraživač koji je iz Antwerpena 1852. krenuo na put oko svijeta na brodu "Splendido".

## Ime
Ime se izvodi od riječi Boka kotorska (u starijih hrv.autora zabilježena i kao: Buka od Kotora, gen. Buci), u doslovnom prijevodu, "Kotorsko ždrilo".

## Kultura i povijest
Poslije nestanka Zapadnog Rimskog Carstva i dolaska Hrvata na ove prostore, područje oko grada Kotora pripada Bizantskom Carstvu. Sjeverni dio Boke do Perasta je dio malene kneževine Travunje i Konavala, a počesto dio Huma. Južno od Kotorske enklave počinje Duklja. 

Kotor veći dio svoje povijesti dijeli sudbinu ostalih gradova Bizantske Dalmacije (Dubrovnik, Split, Trogir, Zadar) koji su nastali u velikim tvrđavama ili na otočićima ispred kopna i kvarnerskih otoka (Cresa, Krka, Paga, Raba i Malog Lošinja), te skupa s njima dolazi pod upravu Kraljevine Hrvatske. Nakon hrvatsko-ugarske unije, neko vrijeme je pod Dukljom, a poslije i pod Srbijom za vrijeme Nemanjića.
Tokom 12. stoljeća se događa ekonomski razvitak. Kotor postaje pomorsko trgovačko središte, a crkva Svetog Tripuna podignuta je 1166. uz pomoć pomorskih trgovaca. Kotor postaje poznat po brodograđevnoj industriji.
Godine 1371. Kotor za vrijeme kralja Ljudevita Velikog koji tjera Veneciju s istočne obale Jadrana, Kotor se vraća Hrvatskoj. Nakon smrti Ljudevita Velikog, hrvatsko-ugarski vazal, ban Bosne Stjepan Tvrtko I. Kotromanić ovlada sjevernim dijelom Boke i utemeljuje se Herceg Novi, na zapadnoj strani zaljeva. Godine 1391. ovaj umire a Kotor postaje nezavisni grad-država, što traje sve do 1420.
Dolaskom Turaka, sjeverni dio Boke pripast će Turcima, pa se ona stavlja pod zaštitu Mlečića i ostaje pod istom do 1797. g. Kroz to vrijeme Bokelji postaju vješti pomorci brodograditelji, a razvija se i književnost. Mornarica Bokelja postaje među najjačima na Mediteranu.
Nakon prestanka mletačke vlasti Boka postaje dio Ilirskih provincija pa austrijske Dalmacije. Skupa s ostatkom Trojedine kraljevine 1918. ulazi u Državu Slovenaca, Hrvata i Srba, a kasnije i Kraljevinu Jugoslaviju. 
Danas Hrvati Boke imaju u Crnoj Gori stranku Hrvatsku građansku inicijativu, a postoji i udruga Hrvatska Bratovština Bokeljska Mornarica 809, koja ima ispostave u Zagrebu i Dubrovniku, a zaštitnik joj je Sveti Tripun, koji se već 12 stoljeća slavi 3. veljače.

## Poznate osobe
- Sv. Leopold Bogdan Mandić (1866. – 1942.),
- Dionisije Miković (1861. – 1942.)
- Stjepan Mitrov Ljubiša (1824. – 1878.),
- Visarion Ljubiša (1823. – 1884.)
- Rade Andrović (17. stoljeće)
- Bl. Ozana Kotorska (isto poznata kao Katarina Kosić, 1493. – 1565.),
- Stevan Štiljanović (15. stoljeće-1543.),
- Bl. Gracija iz Mula (1438. – 1508.)
- Nikola Modruski
- Josip Marinović
- Luka Brajnović
- Andrija Paltašić (~1450. – 1500.)

## Poveznice
- Bokeljski Hrvati

## Vanjske poveznice
- Borba za povratak Boke u hrvatsku svijest
- Kraj preslavne tradicije
- Bokeljska mornarica  Arhivirana inačica izvorne stranice od 26. travnja 2004. (Wayback Machine)